# قره‌اوغلان (یولاخ)
قره‌اوغلان (به لاتین: Qaraoğlan) منطقه‌ای مسکونی در جمهوری آذربایجان است که در شهرستان یولاخ واقع شده است. قره‌اوغلان ۱۱۹۶ نفر جمعیت دارد.